# تحليل المشاعر
تحليل المشاعر أو الآراء هو استخدام معالجة اللغات الطبيعية، وعلم اللغة الحاسوبي والتحليل النصي من أجل الكشف عما يحمله النص من مشاعر سواء إيجابية أو سلبية أو محايدة تجاه موضوع النص. يُستخدم تحليل المشاعر على نطاق في مجالات التسويق وخدمة العملاء ومجالات أخرى.
يهدف تحليل المشاعر عمومًا إلى تحديد مشاعر المتحدث أو الكاتب تجاه موضوع ما أو تحديد المشاعر الغالبة على وثيقة ما. يُمكن أن تعبر هذه المشاعر عن رأي المؤلف (انظر نظرية التقييم النصي) أو حالة شعورية (أي الحالة الوجدانية للمؤلف أثناء الكتابة) أو شعور مُتعمد توصيله (أي التأثير الوجداني الذي يريد المؤلف أن يُوقعه بنفس القارئ).

## أنواع تحليل المشاعر
يُعد تصنيف «قطبية الرأي» من العمليات الأساسية في تحليل المشاعر في النصوص على مستوى الوثيقة بأكملها أو الجملة. ويشير تصنيف قطبية الرأي إلى تحديد ما إذا كان الرأي المُعبر عنه في الوثيقة أو الجملة إيجابي أو سلبي أو محايد. وتطورت عن ذلك أنظمة أخرى تبحث في حالات شعورية محددة مثل الغضب، والحزن، والسعادة.

## طرق التحليل
توجد العديد من الطرق لتحليل المشاعر في نص ما ومنها تحديد مواضع استخدام كلمات التعبير عن الآراء. حيث تُجمع هذه الكلمات فيما يُسمى «معاجم الآراء».
كما يستخدم الباحثون أيضًا ما يُدعى «مجاميع الآراء» وهي عبارة عن مجموعة كبيرة من الآراء المُصنفة.

## تحليل الآراء في اللغة العربية
من التحديات التي تواجه تحليل المشاعر في اللغة العربية قواعد اللغة، ووجود التشكيل، ووجود مجموعة من اللهجات العربية، ووجود أشكال مختلفة للكلمات.

## أنظمة تحليل آراء متعددة اللغات
يسعى الباحثون إلى تطوير أنظمة تحليل آراء متعددة اللغات لتوسيع مجال البحث وتلبية حاجة السوق إلى تحليل المشاعر والآراء في أكثر من مجتمع لغوي.
ولتطوير هذه الأنظمة، استخدم الباحثون العديد من الطرق منها: استخدام قواعد اللغة المحلية، والميزات الموضعية، وأنماط المشاعر الحاملة، وسلاسل الكلمات، وتعليم مواضع الكلمات، وتحليل التبعية.